# Badís ben Habús

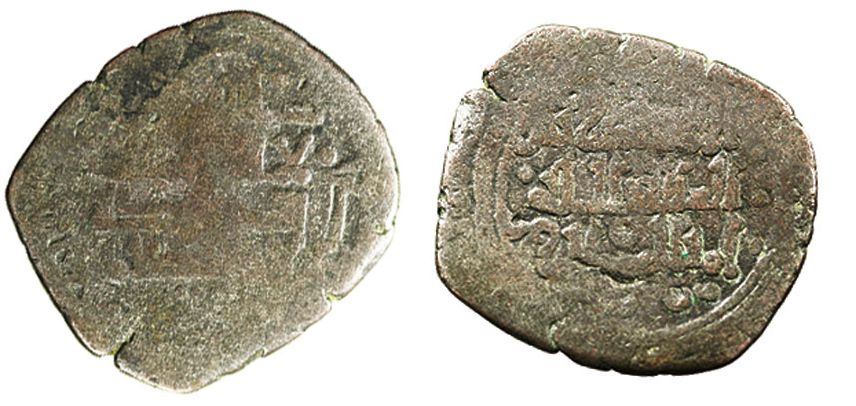
Dirham de Badis ben Habús.

Badís ben Habús (en árabe: باديس بن حبوس‎ Bādīs bin Ḥabūs) fue el tercer rey de la taifa de Granada al ocupar el trono entre 1038 y 1073. Miembro de la dinastía bereber de los ziríes, nació probablemente en Granada durante el último tercio del siglo X y falleció, también presumiblemente en Granada, el 30 de junio de 1073.

### Ascenso al poder
Badís sucedió a su padre, Habús ben Maksan, en el trono de Granada, aunque enfrentó una fuerte oposición interna. Su ascensión no fue sencilla, ya que tuvo que enfrentarse a una conspiración que  apoyaba como sucesor a su primo Yaddair ben Hubasa. La conjura fue sofocada gracias a la intervención de su visir, el judío Samuel ben Nagrela, quien consolidó su posición de poder en el reino y reforzó su influencia en la corte.

### Expansión territorial
En cuanto a la política exterior, Badís ben Habús adoptó una postura activa en la competencia territorial entre las taifas. En 1038, tras un enfrentamiento con el rey taifa de Almería, Zuhair, Badís logró apoderarse de parte de los territorios de la taifa de Almería. Un año después, aliado con las taifas de Málaga y de Badajoz derrotó al rey taifa de Sevilla, Abú ul-Qásim, en la batalla de Écija, un golpe decisivo contra las ansias expansionistas sevillanas..
La expansión de Granada continuó en 1057, cuando Badís conquistó la taifa de Málaga, incorporándola a su reino. Nombró a su hijo primogénito, Buluggin ben Badís, como gobernador de la nueva región. Sin embargo, Buluggin fue asesinado en 1064, aparentemente por envenenamiento, por orden de José ben Nagrela, quien había sucedido a su padre, Samuel ben Nagrela, como visir. La muerte de Buluggin alteró la sucesión y colocó a su segundo hijo, Maksan ben Badis, como heredero del trono. No obstante, las intrigas de la corte, de nuevo impulsadas por el visir José be Nagrela. provocaron el destierro de  Maksan a Jaén, donde se proclamó independiente.

### Masacre de Granada de 1066
A lo largo de su reinado, Badís tuvo que lidiar con la constante amenaza de las intrigas internas y las tensiones entre las diversas facciones en la corte granadina. En 1066, José ben Nagrela conspiró con el rey taifa de Almería, Muhammad ben Ma'n al-Mu'tasim, para tomar la capital del reino, Granada. La conspiración fue desvelada, y el pueblo de Granada, enfurecido por las maniobras del visir, se levantó, matando a ben Nagrela y a la mayor parte de la población judía de la ciudad tanto, en lo que se ha dado en llamar  Masacre de Granada de 1066.

### Últimos años y sucesión
Tras la muerte de José ben Nagrela, el cargo de visir fue asumido por el árabe Al-Naya, quien fue sucedido posteriormente por el mozárabe Abú-l-Rabí. Este último maniobró para que Badís no nombrara como sucesor a su hijo Maksan ben Badís, independizado en Jaén, sino a su nieto, Abd Allah ben Buluggin, quien finalmente lo sucedió tras su fallecimiento en 1073.